# Škofija Victoria
Škofija Victoria je rimskokatoliška škofija s sedežem v Victorii, Kanada.

## Geografija
Škofija zajame področje 95.275 km² s 704.993 prebivalci, od katerih je 95.920 rimokatoličanov (13,6 % vsega prebivalstva).
Škofija se nadalje deli na 30 župnij.

## Škofje
- Alexander MacDonald (1. oktober 1908 - 6. junij 1923)
- Thomas O'Donnell (23. december 1923 - 27. maj 1929)
- Gerald C. Murray (30. januar 1930 - 18. april 1934)
- John Hugh MacDonald (11. avgust 1934 - 16. december 1936)
- John Christopher Cody (9. december 1936 - 6. april 1946)
- James Michael Hill (22. junij 1946 - 29. marec 1962)
- Remi Joseph De Roo (29. oktober 1962 - 18. marec 1999)
- Raymond Roussin (18. marec 1999 - 10. januar 2004)
- Richard Joseph Gagnon (14. maj 2004 - 28. oktober 2013)
- Gary Michael Gordon (14. junij 2014 - danes)